# نطاق الجبار

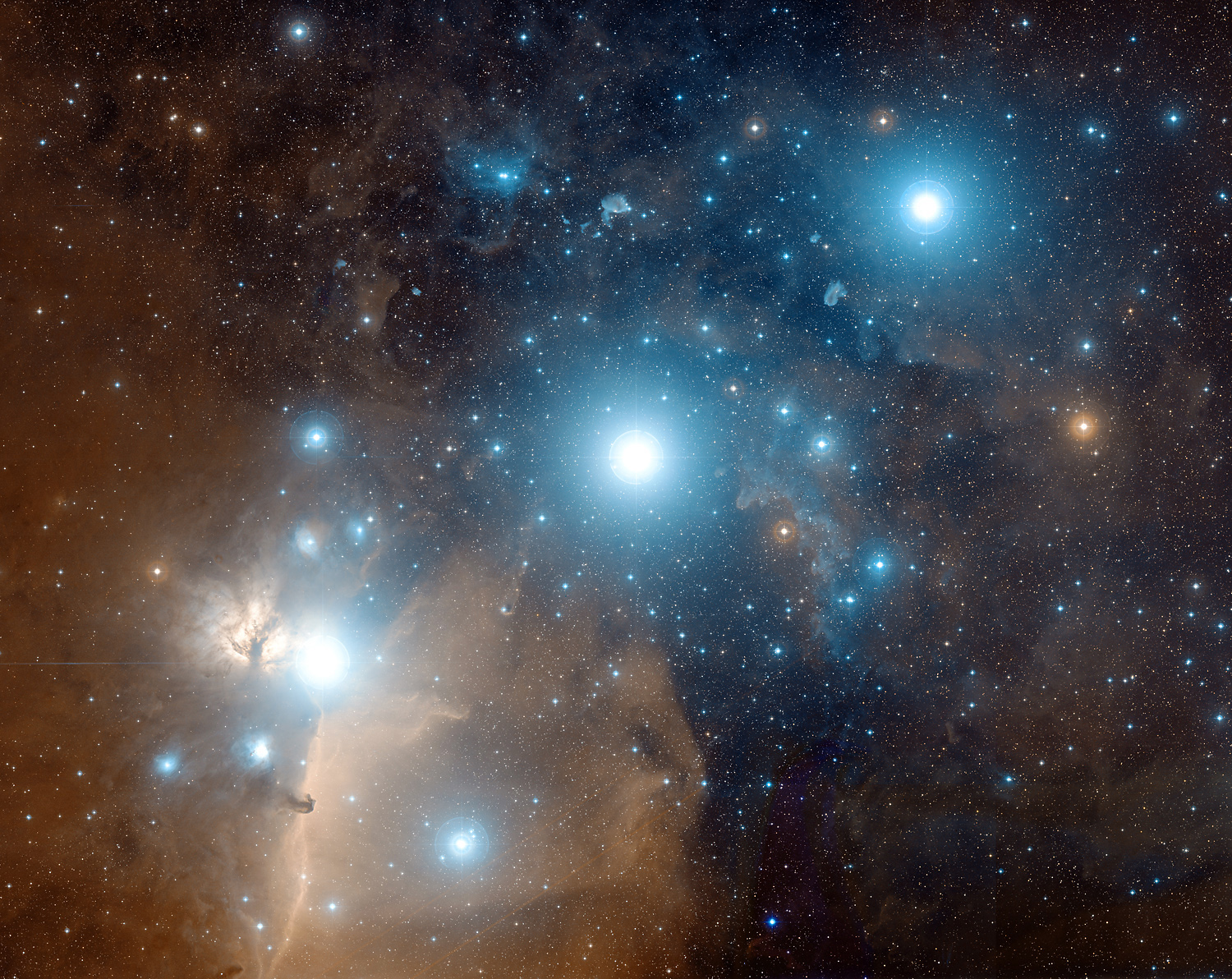
حزام الجبار, يري هنا إلى اليمين " نجم" المنطقة ، وفي الوسط النظام وإلى اليسار النطاق بالقرب من سديم الشعلة.

نطاق الجبار أو حزام الجبار (بالإنجليزية: Orion's Belt أو The Belt of Orion)‏ في علم الفلك هو صورة نجمية في كوكبة الجبار . هذا النظام النجمي يتكون من ثلاثة نجوم شديدة اللمعان وهم النطاق والنظام والمنطقة. وبينما تبدو تلك الثلاثة نجوم قريبة من بعضها عند رؤيتها من الأرض ولكن المسافات بينها أطول من بعدها الظاهري ، فيبعد المنطقة عنا نحو 900 سنة ضوئية ، ويبعد النظام عنا نحو 1340 سنة ضوئية ويبعد النطاق عنا نحو 820 سنة ضوئية . وبأخذ في الاعتبار عن بعد تلك النجوم وما تصدره من أشعة فوق البنفسجية فيبلغ ضياء نجم النطاق وحدة أكبر 100.000 مرة من درجة ضياء الشمس .
.
ورغم أن نجم النظام يبعد عنا نحو 1340 سنة ضوئية فيبلغ قدره الظاهري 7و1 . ومع أخذ شدة إصداره لمختلف للأشعة الكهرومغناطيسية ومن ضمنها الأشعة فوق البنفسجية فتقدر ضياءه بنحو 375.000 مرة أشد من الشمس .
ويبلغ القدر الظاهري لنجم للمنطقة 2و2 وهو يبعد عنا نحو 915 سنة ضوئية وهو أشد سطوعا من الشمس بنحو 90.000 مرة .
ويتكون نجم المنطقة في حقيقة الأمر من نجم مزدوج يدوران حول بعضهما كل 7و5 أيام .
ويمكن رؤية حزام الجبار بسهولة في الليل حيث يقع في كوكبة الجبار . ويرى حزام الجبار جيدا خصوصا في شهر يناير نحو الساعة 21:00 مساء في نصف الكرة الأرضية الشمالي عندما يكون بالقرب من خط الطول الفلكي Meridian لمكان المشاهدة.

## صور

كوكبة الجبار وفي وسطها حزام الجبار
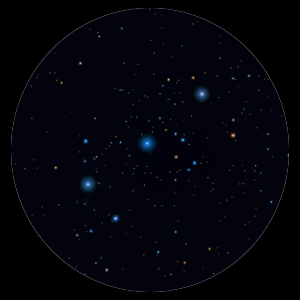
صورة التفطها أحد الهواة لحزام الجبار .
صورة فلكية لنجم النطاق بالقرب من سديم الشعلة، كما يُرى واضحا سديم رأس الحصان.

## اقرأ أيضاً
- النطاق (الجبار)
- النظام (الجبار)
- المنطقة (الجبار)
- منكب الجوزاء
- الميسان (نجم)
- نجم ولف-رايت
- التصنيف النجمي
- سديم اللهب
- كتلة جينس
- انفجار أشعة غاما 080913
- مستعر أعظم
- قزم أبيض
- عملاق أحمر
- نجم الدجاجة اكس
- تخليق العناصر
- ثقب أسود
- النسق الأساسي
- مجرة حلزونية
- مجرة إهليجية
- إشعاع الخلفية الميكروني الكوني
- الانفجار العظيم
- خط زمني للانفجار العظيم
- نجم نيوتروني
- ثقب أسود
- مسييه 100
- انفجار أشعة غاما 080319ب
- انفجار أشعة غاما 090423
- انفجار أشعة غاما 970228